# Hoplitis duckeana
Hoplitis duckeana là một loài Hymenoptera trong họ Megachilidae. Loài này được Kohl mô tả khoa học năm 1905.